# Queer as Folk (phim truyền hình Mỹ)
Queer as Folk là một bộ phim truyền hình nối tiếp Mỹ-Canada chạy từ ngày 3 tháng 12 năm 2000 đến ngày 7 tháng 8 năm 2005. Bộ phim được sản xuất cho Showtime và Showcase bởi Cowlip Productions, Tony Jonas Productions, Temple Street Productions và Showtime Networks, kết hợp với Crowe Entertainment. Nó được phát triển và viết bởi Ron Cowen và Daniel Lipman, những người dẫn chương trình, và cũng là nhà sản xuất điều hành cùng với Tony Jonas, cựu Chủ tịch của Warner Bros. Television.
Dựa trên sê-ri Anh cùng tên được sáng tác bởi Russell T Davies, Queer as Folk là bộ phim truyền hình dài một giờ đầu tiên trên truyền hình Mỹ miêu tả cuộc sống của đồng tính nam và nữ. Mặc dù được đặt trong Pittsburgh, Pennsylvania, phần lớn loạt phim thực sự được quay ở Toronto và thuê nhiều đạo diễn người Canada nổi tiếng với tác phẩm phim độc lập (bao gồm cả Bruce McDonald, David Wellington, Kelly Makin, John Greyson, Jeremy Podeswa và Michael DeCarlo), cũng vậy là đạo diễn người Úc Russell Mulcahy, người chỉ đạo tập phim phi công. Các nhà văn bổ sung trong các phần sau bao gồm Michael MacLennan, Efrem Seeger, Brad Fraser, Del Shores và Shawn Postoff.

## Tiền đề
Bộ phim kể về cuộc sống của năm người đàn ông gay sống ở Pittsburgh, Pennsylvania, Brian (Gale Harold), Justin (Randy Harrison), Michael (Hal Sparks), Emmett (Peter Paige), và Ted (Scott Lowell); một cặp đồng tính nữ, Lindsay (Thea Gill) và Melanie (Michelle Clunie); và mẹ của Michael là Debbie (Sharon Gless) và chú Vic của anh (Jack Wetherall). Một nhân vật chính khác, Ben (Robert Gant), đã được thêm vào trong mùa thứ hai.

## Diễn viên và nhân vật

### Diễn viên chính
- Gale Harold vai Brian Kinney (Phiên bản Anh: Aidan Gillen vai Stuart Alan Jones)

Brian Kinney: một cỗ máy tình dục thật sự. Năm nay 29 tuổi, anh đang sống cuộc sống hiện tại. Anh ấy là người đàn ông của riêng mình và tin vào việc quan hệ tình dục vì niềm vui tuyệt đối khi làm điều đó. Trong khi anh và Justin có một mối quan hệ tình cảm, Justin là người duy nhất trong số những cuộc gặp gỡ tình dục của anh mà Brian thấy mình yêu và là người duy nhất anh tiếp tục quan hệ sau đêm đầu tiên.
Anh kiếm sống bằng nghề điều hành quảng cáo cho Vangard, và sau đó xây dựng công ty riêng của mình, Kinnetik, được đặt tên bởi Justin. Trong khi anh ta tự nhận mình không phải là một phần của cộng đồng đồng tính nam và đồng tính nữ, anh ta sẽ làm những gì có thể để bảo vệ người đàn ông hay phụ nữ đồng tính của mình. Phương châm của anh khi nói đến những người thẳng thắn: "Trên thế giới có hai loại người thẳng, những người ghét bạn đối diện với bạn và những người ghét bạn sau lưng".
- Randy Harrison vai Justin Taylor (Phiên bản Anh: Charlie Hunnam vai Nathan Maloney)

Justin mất trinh tiết cho Brian ở tuổi mười bảy và yêu anh. Anh chạy trốn khỏi nhà sau khi ra khỏi tủ, chủ yếu là vì cha anh không chấp nhận tình dục của anh. Nickbie có biệt danh là "Sunshine" vì nụ cười rạng rỡ và tính tình vui vẻ, Justin bị quấy rối vào cuối Phần 1, kết quả là Brian đưa anh ta vào Mùa 2. Một nghệ sĩ tài năng, Justin dự tính một chút về việc học tại trường kinh doanh để xoa dịu anh ta cha nhưng cuối cùng quyết định theo học trường nghệ thuật để trở thành một nghệ sĩ thị giác. Anh và Brian tiếp tục mối quan hệ của họ trong năm mùa cuối cùng kết thúc bằng một lời cầu hôn. Justin nói có, nhưng Brian bảo anh ta đến New York để theo đuổi nghệ thuật của mình vì anh ta sẽ thành công hơn ở đó so với khi anh ta ở Pittsburgh.
- Hal Sparks vai Michael Novotny (Phiên bản Anh: Craig Kelly vai Vince Tyler)

Người bạn thân nhất của Brian từ thời niên thiếu, Michael bí mật nuôi dưỡng tình cảm với anh. Anh thích đọc truyện tranh, đặc biệt là những cuộc phiêu lưu Captain Astro. Anh bắt đầu bộ truyện với tư cách là người quản lý tại Kmart - giống như cửa hàng bách hóa, Big Q, nhưng cuối cùng theo đuổi giấc mơ mở một cửa hàng truyện tranh. Từ phần 2, anh và Justin tạo ra cuốn truyện tranh Rage dựa trên Brian với tư cách là nhân vật Rage, Justin trong vai JT (Justin Taylor), người yêu/phụ tá của Rage và Michael là Zephyr, bạn thân/phụ tá của Rage. Sau mối quan hệ có phần sóng gió với bác sĩ David Cameron lớn tuổi hơn trong phần 1, Michael thấy mình có mối quan hệ lâu dài với Ben Bruckner, một giáo sư đại học dương tính với HIV, bắt đầu từ phần 2; Michael và Ben cuối cùng kết hôn gần cuối mùa 4.
- Peter Paige vai Emmett Honeycutt (Phiên bản Anh: Antony Cotton vai Alexander Perry)

Ban đầu từ Hazlehurst, Mississippi, Emmett là người hào nhoáng nhất trong nhóm. Anh ta trải qua một số công việc, bao gồm nhân viên bán hàng tại một cửa hàng quần áo tên là  Torso , ngôi sao khiêu dâm, người giúp việc khỏa thân, người lập kế hoạch bữa tiệc, và phóng viên cho một đài tin tức địa phương, cũng như một số các mối quan hệ trong suốt quá trình của bộ truyện.
- Scott Lowell vai Ted Schmidt (Phiên bản Anh: Jason Merrells vai Phil Delaney)

Một kế toán có lòng tự trọng thấp, ghen tị với lối sống xa hoa của Brian, Ted liên tục bị đàn ông ở các câu lạc bộ đồng tính quanh Pittsburgh từ chối và cuối cùng phải vật lộn với chứng nghiện pha lê. Anh ấy lớn hơn Michael, Brian và Emmett vài tuổi. Anh ta có mối quan hệ trong Phần 3 với Emmett, cũng như mối quan hệ hết lần này đến lần khác với Blake.
- Thea Gill vai Lindsay Peterson (Phiên bản Anh: Esther Hall vai Romey Sullivan)

Người bạn thân của Brian từ khi còn học đại học trở thành mẹ của đứa con Gus, Lindsay làm giáo viên mỹ thuật nhưng dành thời gian nghỉ ngơi để chăm sóc con trai. Cha mẹ của Lindsay WASP xấu hổ về đồng tính luyến ái của cô và mối quan hệ đối tác của cô với Melanie.
- Michelle Clunie vai Melanie Marcus (Phiên bản Anh: Saira Todd vai Lisa Levene)

Người yêu Do Thái của Lindsay, người làm luật sư, Melanie không thích Brian, một phần vì Lindsay rất tình cảm với anh ta, nhưng cô trở nên thân thiện hơn với anh ta trong những mùa sau đó. Cô mang đứa con thứ hai của mình và Lindsay, Jenny Rebecca, có cha ruột là Michael.
- Robert Gant vai Ben Bruckner

Một giáo sư đại học trở thành đối tác lâu dài của Michael từ Phần 2 trở đi, Ben cũng sống với HIV. Lúc đầu, mẹ của Michael, Debbie không chấp nhận mối quan hệ của họ, vì cô sợ rằng con trai mình sẽ bị nhiễm bệnh, nhưng cuối cùng cô nhận ra rằng Michael yêu Ben và vì thế chấp nhận anh ta.
- Sharon Gless vai Debbie Novotny (Phiên bản Anh: Denise Black vai Hazel Tyler)

Một thành viên tích cực PFLAG, Debbie rất tự hào về đồng tính luyến ái của con trai Michael, đến mức khiến anh ta xấu hổ về điều đó. Cô coi tất cả các chàng trai là gia đình của mình, đặc biệt là Justin, người sống với cô sau một thời gian ngắn sau khi anh bỏ nhà ra đi. Cô cũng là một trong những người nhìn thấy sự tự mãn của Brian về những gì anh ta thực sự là. Cô làm việc tại Liberty Diner và, ở nhà, cô chăm sóc anh trai xấu số Vic.
- Jack Wetherall vai Vic Grassi (Phiên bản Anh: Andy Devine vai Bernard Thomas)

Để giúp Debbie thanh toán hóa đơn, Vic bắt đầu làm đầu bếp tại quán ăn của mình. Ông cũng làm việc như một người cung cấp cho doanh nghiệp lập kế hoạch sự kiện của Emmett. Không lâu sau một cuộc cãi vã với Debbie trong Phần 4, anh ta chết vì biến chứng AIDS.

### Diễn viên phụ
- Chris Potter vai Dr. David Cameron (Phiên bản Anh: Peter O'Brien vai Cameron Roberts) (phần 1)

Bạn trai của Michael trong Mùa 1. Sau khi rơi xuống thang, Michael đã trị liệu với David, một chiropractor. Mối quan hệ của họ tiến triển nhanh chóng, và trong vài tháng, Michael chuyển đến sống cùng David và gặp con trai mình. Có sự xích mích giữa David và Brian, vì David ghen tị với mối quan hệ của Brian với Michael.
- Harris Allan vai James "Hunter" Montgomery (mùa 3–5)

Hunter là một thiếu niên dương tính với HIV hustler gặp Ben và Michael khi đứng bên ngoài căn hộ của họ. Ben cảm thấy tiếc cho Hunter và đưa anh ta vào. Cuối cùng, anh ta và Michael nhận nuôi anh ta. Hunter ban đầu phải lòng Brian, nhưng sau đó lại yêu một cô gái tên Callie Leeson.
- Sherry Miller vai Jennifer Taylor (Phiên bản Anh: Caroline O'Neill vai Janice Maloney)

Jennifer là mẹ của Justin và làm việc như một đại lý bất động sản. Sau khi gặp khó khăn với việc con trai sắp ra đời, cô chấp nhận thực tế rằng con trai mình là người đồng tính với sự giúp đỡ của Debbie, tham gia PFLAG. Sau khi ly dị Craig Taylor, cô hẹn hò với một người đàn ông trẻ tuổi tên là Tucker (Lucas Bryant) trong phần 5, khiến cho Justin không chấp thuận.
- Peter MacNeill vai Carl Horvath (Phiên bản Anh: Dave Nicholls vai PC Stroud) (mùa 2–5)

Bạn trai của Debbie. Anh gặp Debbie khi đang thực hiện một vụ án liên quan đến vụ giết một người đàn ông trẻ đồng tính tên Jason Kemp. Anh ta hơi kỳ thị khi lần đầu tiên Debbie gặp anh ta, nhưng cô dạy anh ta phải chấp nhận đồng tính luyến ái nhiều hơn. Anh ta yêu cầu Debbie kết hôn với anh ta, điều mà cô chấp nhận, nhưng sau đó quyết định rằng cô không thể cưới Horvath miễn là Michael không thể kết hôn hợp pháp. Thay vào đó, cặp đôi quyết định chung sống với nhau.
- Alec McClure vai Chris Hobbs (Phiên bản Anh: Ben Maguire vai Christian Hobbs) (mùa 1, 2 và 4)

Bắt nạt từ trường của Justin. Justin cho anh ta một handjob sớm trong loạt phim, nhưng sau đó anh ta được tiết lộ là đồng bóng. Sau khi tấn công Justin bằng cây gậy bóng chày, anh ta bị buộc tội tấn công và pin và bị kết án phục vụ cộng đồng và quản chế. Anh ta sau đó được hiển thị làm việc trong ngành xây dựng và không bày tỏ sự hối hận về hành động của mình cho đến khi Justin, với sự thúc giục của Cody, buộc anh ta phải dùng súng để xin lỗi. Justin chơi trò đồng tính của Chris bằng cách tuyên bố rằng Chris sẽ không báo cáo cho cảnh sát vì sợ mọi người biết rằng anh ta gần như đã bị giết bởi "một vài kẻ hợm hĩnh".
- Stephanie Moore vai Cynthia (Phiên bản Anh: Alison Burrows vai Sandra Docherty)

Trợ lý của Brian. Thoát khỏi Vanguard để theo Brian khi anh bắt đầu công ty riêng của mình, Kinetic. Đủ quyến rũ để làm lóa mắt khách hàng, và đủ vững chắc để xử lý Brian.
- Dean Armstrong vai Blake Wyzecki (Phiên bản Anh: Andrew Lancel vai Harvey Black)

Một người nghiện crystal meth tại thời điểm anh gặp Ted tại Babylon. Mối quan hệ của anh với Ted kết thúc nhanh chóng sau khi Ted phát hiện ra rằng Blake vẫn dính vào ma túy. Trong mùa 4, anh tỉnh táo và là cố vấn của Ted tại phòng khám cai nghiện. Cuối cùng họ đã tái hợp trong loạt trận chung kết.
- Makyla Smith vai Daphne Chanders (Phiên bản Anh: Carla Henry vai Donna Clark)

Bạn thân nhất của Justin từ khi còn học trung học, và người đầu tiên Justin bước ra (không kể Brian hay Michael). Cô yêu cầu Justin lấy trinh tiết của mình vì anh ta có kinh nghiệm, và kết quả là anh ta yêu anh ta. Anh nhanh chóng từ chối cô, nhưng họ vẫn là bạn bè. Sau đó, họ chuyển đến cùng nhau.
- Nancy Anne Sakovich vai Leda (mùa 2)

Bạn gái và bạn thân thời đại học của Melanie, cô ấy là một biker và mặc dù Lindsay khá thù địch với cô ấy, nhưng cô ấy lại ấm áp với cô ấy. Sau đó, trong phần 2, Leda giúp trẻ hóa đời sống tình dục của Melanie và Lindsay khi nó bị hạn hán bằng cách có ba người với họ nhưng sớm phát triển hơn nữa.
- Fabrizio Filippo vai Ethan Gold (Phiên bản Anh: Jonathon Natynczyk vai Dazz Collinson) (mùa 2–3)

Sinh viên âm nhạc tại PIFA, người lãng mạn Justin. Cảm thấy bị bỏ rơi bởi Brian, Justin bỏ anh ta cho Ethan. Đó là một mối quan hệ ngắn ngủi, tuy nhiên, khi Ethan lừa dối Justin với một người hâm mộ. Justin rời xa anh vì anh đã thề sẽ chung thủy và Justin không bao giờ mong đợi điều đó với Brian, vì vậy anh tái hợp với Brian.
- Matt Battaglia vai Drew Boyd (mùa 4–5)

Một ngôi sao quarterback, mặc dù đã đính hôn, là một gay kín. Anh ta ngoại tình với Emmett và sau đó bỏ vợ để ở bên anh ta, mặc dù họ không ở cùng nhau. Drew xuất hiện trước truyền thông bằng một nụ hôn trên không gây tranh cãi với Emmett.
- David Gianopoulos vai PC Jim Stockwell (mùa 3)

Một ứng cử viên thị trưởng, với Brian là người đứng đầu chiến dịch quảng cáo của mình. Stockwell là một sĩ quan cảnh sát kì thị đồng tính lạm dụng quyền lực của mình. Ban đầu Brian giúp đỡ với chiến dịch, nhưng tại một thời điểm nhất định, anh quyết định phá hoại chiến dịch với sự giúp đỡ của Justin, khi Stockwell đóng cửa các hộp đêm đồng tính. Brian khởi động một chiến dịch bôi nhọ, và kết quả là Stockwell thua cuộc bầu cử và bị truy tố.
- Carlo Rota vai Gardner Vance (mùa 2–4)

Đối tác cao cấp của Brian tại công ty quảng cáo. Anh ta mua Ryder từ chủ sở hữu trước đó và đặt tên cho nó là Vangard, bắn mọi người thực hiện quảng cáo duy nhất, nhưng Brian, người chứng tỏ mình không thể thiếu bằng cách theo dõi và đăng ký tài khoản Điền kinh Brown mà Vance đã có sau nhiều năm. Brian trở thành và là đối tác sau đó, cho đến khi chiến dịch bôi nhọ Stockwell trong phần 3 dẫn đến việc anh ta bị sa thải.
- Robin Thomas vai Sam Auerbach (mùa 4)

Một nghệ sĩ nổi tiếng, người nổi tiếng là khó đối phó. Anh ta ngay lập tức bị Lindsay thu hút và theo đuổi cô mặc dù cô là một người đồng tính nữ. Sau triển lãm nghệ thuật Pittsburgh (do Lindsay tổ chức), Lindsay nhượng bộ và họ có một cuộc thử thách ngắn tại phòng trưng bày.
- Mitch Morris vai Cody Bell (mùa 4)

Dẫn ra "tư thế màu hồng" và thuyết phục Justin tham gia.
- Lindsey Connell vai Tracey (Phiên bản Anh: Caroline Pegg vai Rosalie Cotter) (mùa 1–3)

Làm việc với Michael tại Big Q. Cô có tình cảm mãnh liệt với anh ta, và bị tàn phá khi biết rằng anh ta là người đồng tính nhưng cuối cùng vẫn là bạn của anh ta. Sau khi Michael rời Big Q để bắt đầu cửa hàng truyện tranh của mình, Tracey đã xuất hiện nhiều lần, bao gồm cả khi Ted phỏng vấn cho vị trí trợ lý kế toán của cửa hàng trong phần 3.
- Meredith Henderson vai Callie Leeson (mùa 4–5)

Bạn học cấp ba của Hunter và tại một thời điểm, bạn gái. Khi cô phát hiện ra rằng anh ta có hai người cha và bị nhiễm HIV, cô ngạc nhiên không lo lắng. Cha mẹ cô lúng túng Hunter tại một cuộc họp bơi khi anh đập đầu vào bể bơi và bắt đầu chảy máu. Khi Callie chạy đến bể bơi để giúp anh ta, cha cô hét lên rằng anh ta "bị AIDS". Cả phòng nghe thấy, và chẳng mấy chốc cả trường đều biết. Callie vẫn là bạn của Hunter và thỉnh thoảng xuất hiện trong suốt thời gian của bộ truyện.
- Mike Shara vai Brett Keller (mùa 4–5)

Nhà sản xuất phim Hollywood, người đề nghị sản xuất một phiên bản điện ảnh của Rage.
- Rosie O'Donnell vai Loretta Pye (mùa 5)

Sự thay thế của Deb sau khi cô rời khỏi quán ăn để cô và Carl có thể dành nhiều thời gian bên nhau hơn. Loretta xin việc không có kinh nghiệm trước đó nhưng thuyết phục Deb thuê cô khi cô nói với Deb rằng cô bị người chồng vũ phu đuổi ra khỏi nhà vì anh ta bắt gặp cô ta là bạn thân của cô, một người phụ nữ. Sau khi Loretta làm việc tại quán ăn trong vài tuần, chồng cô ấy đến để đưa cô ấy về nhà. Khi cô từ chối, anh cố gắng kéo cô ra nhưng Deb đến giải cứu, đe dọa anh bằng cây gậy bóng chày. Sau đó, Loretta và Deb trở thành bạn nhưng mọi thứ trở nên tồi tệ khi Loretta hôn Deb khi họ ra ngoài uống nước. Cuối cùng Deb đã để Loretta xuống một cách nhẹ nhàng và Loretta quyết định rời khỏi thị trấn, nói rằng cô ấy yêu Deb quá nhiều ở bất cứ nơi nào gần cô ấy.

## Nội dung
Tập đầu tiên tìm thấy bốn người bạn kết thúc một đêm tại Babylon, một câu lạc bộ đồng tính nổi tiếng. Brian chọn và quan hệ tình dục với Justin, người yêu anh ta và cuối cùng trở nên hơn một đêm. Brian cũng trở thành một người cha vào tối hôm đó, mang theo một đứa con trai với Lindsay thông qua thụ tinh nhân tạo.
Tình yêu dường như không được đáp lại của Michael dành cho Brian đã thúc đẩy câu chuyện, đôi khi anh thuật lại bằng giọng nói. Mối quan hệ vừa chớm nở của Justin và Brian có những tác động không ngờ tới cuộc sống của Brian và Michael khiến Michael mất tinh thần khi Justin chỉ mới 17 tuổi. Justin tâm sự với người bạn học cấp ba thẳng thắn của mình Daphne, trong khi phải vật lộn để đối phó với bạn đồng tính và các bậc cha mẹ ly dị, ly dị, Craig và Jennifer. Cuối mùa thứ hai Justin và Michael đồng sáng tác truyện tranh ngầm rõ ràng về tình dục Rage, với siêu anh hùng "Crusader Gay" dựa trên Brian.
Con trai của Brian, Gus, được nuôi dưỡng bởi Lindsay và Melanie, trở thành tâm điểm của một số tập phim khi các vấn đề về quyền của cha mẹ trở nên phổ biến. Ted là kế toán của Melanie, người đã từng nuôi dưỡng Michael từ lâu. Anh và Emmett bắt đầu như những người bạn tốt nhất, nhưng sau đó trở thành người yêu sau đó trong loạt phim. Mối quan hệ của họ kết thúc khi Ted, thất nghiệp và với một hồ sơ tội phạm kiếm được từ việc điều hành một trang web khiêu dâm hợp pháp được nhắm đến bởi một cảnh sát trưởng đang điều hành cho Thị trưởng, trở nên nghiện crystal meth.
Trong mùa thứ tư, Brian, người đã mất việc bằng cách hỗ trợ Justin chống lại một khách hàng chính trị chống đồng tính, bắt đầu công ty riêng của mình. Anh ta cũng phát hiện ra mình bị ung thư tinh hoàn và che giấu việc điều trị khỏi bạn bè. Michael kết hôn với Ben Bruckner, một giáo sư đại học dương tính với HIV và cặp vợ chồng nhận nuôi một cậu con trai tuổi teen, James "Hunter" Montgomery, người cũng bị nhiễm HIV do trải nghiệm của anh ta khi còn trẻ hustler.
Mối tình của Ted với một người nghiện Crystal meth đẹp trai, Blake Wyzecki, đặt ra mô hình cho những trải nghiệm bi thảm nhưng cuối cùng của Ted là nghiện ma túy.
Mối quan hệ của Melanie và Lindsay, trong khi trên bề mặt có vẻ giống mối quan hệ "ổn định" hơn, thực sự khá hỗn độn. Mỗi trò gian lận khác tại các điểm khác nhau trong chuỗi; cả hai giải quyết một cuộc hôn nhân ngay sau khi họ kết hôn và trở nên xa cách trong phần lớn mùa thứ 4 và thứ 5. Melanie được Michael thụ thai (thông qua thụ tinh nhân tạo, như Lindsay) trong mùa thứ ba, để những người bạn thân nhất Brian và Michael trở thành đồng cha của hai đứa trẻ Lindsay và Melanie.
Melanie sinh ra một cô gái, Jenny Rebecca, người mà Melanie, Lindsay và Michael có một cuộc chiến giành quyền nuôi con hợp pháp sau cuộc chia tay tạm thời của phụ nữ. Công ty quảng cáo mới của Brian, Kinnetik, trở nên rất thành công thông qua sự kết hợp giữa lòng trung thành của khách hàng của Brian và quảng cáo sắc sảo của anh ấy. Do đó, Brian có thể mua Câu lạc bộ Babylon từ chủ sở hữu bị phá sản.
Trong mùa thứ năm và cuối cùng, các chàng trai đã trở thành đàn ông, và loạt phim, có lẽ thoải mái hơn trong vai trò của mình trong giải trí đồng tính, giải quyết các vấn đề chính trị trực diện và với sự nhiệt thành hơn nhiều.
Một chiến dịch chính trị có tên "Dự luật 14" được mô tả trong phần lớn mùa giải cuối cùng là mối đe dọa lờ mờ đối với các nhân vật chính. Đề xuất này, giống như rất nhiều động thái lập pháp gần đây trong đời thực đã ảnh hưởng đến nhiều tiểu bang của Hoa Kỳ, đe dọa sẽ cấm hôn nhân đồng giới, nhận con nuôi và các quyền dân sự khác trong gia đình. Nhiều cách mà một đề xuất như vậy sẽ ảnh hưởng đến các nhân vật được miêu tả qua gần như mọi tập phim.
Debbie, Justin, Jennifer, Daphne, Emmett, Ted, Michael, Ben, Lindsay, Melanie và những đứa trẻ được miêu tả đứng lên và chiến đấu chống lại đề xuất này bằng cách tích cực tham gia, đóng góp chính trị và các quá trình dân chủ khác, nhưng gặp phải sự phản đối kiên quyết, phân biệt đối xử, thù hận thẳng thắn và thất bại chính trị.
Chương trình cao trào gần cuối của loạt phim khi một lợi ích hỗ trợ cho sự phản đối Dự luật 14 được tổ chức tại câu lạc bộ Brian Babylon (sau khi tái định cư lợi ích, do phân biệt đối xử) bị tấn công bởi một quả bom ban đầu giết chết 4 và cuối cùng 3 người khác và bị thương 67.
Sự kiện kinh hoàng này đặt ra giai điệu buồn vui cho ba tập cuối, trong đó Brian, sợ hãi vì mất Justin thứ ba có thể này, cuối cùng đã tuyên bố tình yêu của anh dành cho anh. Cả hai thậm chí còn có kế hoạch kết hôn, nhưng khả năng nghệ thuật của Justin được chú ý bởi một nhà phê bình nghệ thuật ở New York và hai người quyết định, trong lúc này, ít nhất, ủng hộ cách tiếp cận thực tế hơn cho mối quan hệ đầy sóng gió mà vẫn phù hợp với các nhân vật của họ. Melanie và Lindsay, nhận ra rằng họ có nhiều điểm chung hơn họ không, tiếp tục mối quan hệ của họ nhưng chuyển đến Canada để "nuôi [con cái] trong một môi trường mà họ sẽ không được gọi tên, bị chỉ trích vì phân biệt đối xử, hoặc phải lo sợ cho cuộc sống của họ."
Emmett trở thành người dẫn chương trình truyền hình Queer-Eye nhưng sau đó bị sa thải khi cầu thủ chuyên nghiệp bóng bầu dục Drew Boyd hôn anh ấy trên tin tức để biểu thị sự xuất hiện của anh ấy. Ted đối đầu với cuộc khủng hoảng giữa cuộc đời của mình và cuối cùng tái hợp với Blake. Hunter trở lại và gia đình Novotny-Bruckner vẫn kiên trì.
Loạt phim xuất hiện đầy đủ với những cảnh cuối cùng được dàn dựng trong hộp đêm Babylon được phục hồi. Trong cảnh cuối cùng, Brian nhảy theo "Proud" của Heather Small một bài hát đi kèm với một cảnh quan trọng giữa Brian và Michael trong tập đầu tiên của loạt phim. Nó kết thúc bằng lời tường thuật cuối cùng của Michael:
Thế là "thumpa thumpa" tiếp tục. Nó sẽ luôn luôn như vậy. Không có vấn đề gì xảy ra. Bất kể ai là chủ tịch. Là người phụ nữ của chúng tôi về vũ trường, Hoa hậu thần thánh Gloria Gaynor đã luôn hát với chúng tôi: Chúng tôi sẽ sống sót.

## Ý nghĩa văn hóa
Phiên bản Mỹ của Queer as Folk nhanh chóng trở thành chương trình số một trong danh sách Showtime. Tiếp thị ban đầu của chương trình trên mạng chủ yếu nhắm vào đối tượng đồng tính nam (và ở một mức độ nào đó, đồng tính nữ), nhưng một phần lớn người xem hóa ra lại là phụ nữ dị tính.
Những cảnh đột phá đầy dẫy Queer as Folk, bắt đầu với tập đầu tiên, chứa cảnh sex mô phỏng đầu tiên giữa hai người đàn ông được chiếu trên truyền hình Mỹ (bao gồm thủ dâm lẫn nhau, quan hệ tình dục qua đường hậu môn, và rending), mặc dù được thuần hóa nhiều hơn cảnh đó được dựa trên phiên bản Vương quốc Anh.
Bất chấp những miêu tả thẳng thắn về sử dụng ma túy và quan hệ tình dục bình thường trong bối cảnh câu lạc bộ đồng tính nam, cánh phải được mong đợi, bên cạnh một số sự phản đối mã thông báo, không bao giờ được thực hiện. Tuy nhiên, Cowen và Lipman thừa nhận vào năm 2015 rằng họ đã rất ngạc nhiên trước phản ứng dữ dội từ một số phần tư của cộng đồng LGBT, vì sợ những tác động tiêu cực có thể xảy ra từ chương trình.
Cốt truyện gây tranh cãi đã được khám phá trong Queer as Folk đã bao gồm những điều sau đây: công khai đồng tính, hôn nhân đồng giới, các bộ ngoại giao đồng tính, sử dụng ma túy giải trí và lạm dụng (cocaine, methamphetamine, thuốc lắc, GHB, ketamine, cần sa); nhận con nuôi đồng tính, thụ tinh nhân tạo, cảnh giác, ngạt khí tự động, đập đồng tính, quan hệ tình dục an toàn, HIV/AIDS, tình dục bình thường, du lịch, "nhà tắm," serodiscordancy trong các mối quan hệ, mại dâm vị thành niên, tích cực linh mục Công giáo đồng tính, phân biệt đối xử tại nơi làm việc dựa trên xu hướng tính dục, ngành công nghiệp khiêu dâm internet và người săn lỗi (những người âm tính với HIV, những người tích cực tìm cách trở thành dương tính với HIV).
Đôi khi, loạt phim đã đưa ra những tham khảo hài hước về hình ảnh của nó trong cộng đồng đồng tính nam. Một vài tập phim có show-in-a-show Gay as Blazes, một bộ phim nhảm nhí, buồn tẻ, diễn xuất tồi tệ và chính xác quá mức mà Brian đặc biệt không đồng ý, và cuối cùng đã bị hủy bỏ.

### Ý nghĩa văn hóa trong bối cảnh châu Á
Đóng vai trò là một trong những bộ phim truyền hình tiên phong mô tả các nhân vật đồng tính từ góc độ phức tạp, các phương tiện truyền thông và nền tảng thay thế trong Châu Á cũng đã áp dụng bộ phim này. Trong trường hợp của Hàn Quốc, các liên hoan phim Queer (lần đầu tiên được coi là "vụ bê bối" vào năm 1998) đã dần được chấp nhận và thậm chí phổ biến trên toàn xã hội Hàn Quốc - Queer as Folk đóng một vai trò quan trọng khi nó được trình chiếu trong lễ hội năm 2000, cung cấp một câu chuyện kể về một lối sống thay thế, đặc biệt là đối với cộng đồng LGBT.

### Xu hướng tính dục ngoài đời thực của diễn viên
Xu hướng tính dục ngoài đời thực của các diễn viên là chủ đề được đồn đoán từ công chúng. Trong một cuộc hội ngộ Queer As Folk năm 2015, các diễn viên Gale Harold và Scott Lowell cho biết họ từ chối thảo luận về tính dục của chính họ trên báo chí, ít nhất là trong mùa đầu tiên của chương trình, trong nỗ lực giảm bớt phiền nhiễu, được chứng thực bởi Lipman, người tiếp tục nói rằng trong mùa đầu tiên của chương trình, thậm chí anh ta không biết về tính dục ngoài đời thực của họ.
Trong một cuộc phỏng vấn trên Larry King Live trên kênh CNN vào ngày 24 tháng 4 năm 2002, người dẫn chương trình Larry King đã mô tả Randy Harrison và Peter Paige là người đồng tính, và Michelle Clunie, Robert Gant, Thea Gill, Gale Harold, Scott Lowell, và Hal Sparks là người dị tính.
Ba tháng sau cuộc phỏng vấn trên Larry King Live, Gant công khai là người đồng tính trong một bài viết trên The Advocate.
Vào năm 2004, Gill, vẫn kết hôn với đạo diễn Brian Richmond vào thời điểm đó, công khai là người song tính trong một cuộc phỏng vấn với Windy City Times.
Trong khi đó, cuộc sống của một người phụ nữ kết hôn với một người đàn ông Sharon Gless đã được biết đến vào thời điểm đó Queer as Folk được sản xuất, kết hôn Barney Rosenzweig vào năm 1991. Cô đã được mô tả là một người phụ nữ thẳng.
Trong những năm kể từ Queer as Folk đã kết thúc, Harold, Harrison, Lowell, Paige và Sparks đã công khai thảo luận về xu hướng tính dục của họ trong các ấn phẩm đồng tính.

## Bố trí
Bộ này được đặt tại thành phố Pittsburgh, Pennsylvania, được mô tả với rất nhiều giấy phép sáng tạo; một ví dụ là rất nhiều tài liệu tham khảo được thực hiện cho Sông Susquehanna chảy ở phía đông và trung tâm Pennsylvania trong khi Pittsburgh ở phía tây. Pittsburgh được chọn là nơi song song gần nhất với bối cảnh công nghiệp của Vương quốc Anh Manchester, Anh. Tuy nhiên, vì Pittsburgh không có một quận đồng tính lớn như San Francisco hay Thành phố New York, nên hầu như tất cả các cảnh của Đại lộ Tự do đều được quay trong và xung quanh khu vực Church and Wellesley của Toronto là thành phố của thành phố làng đồng tính. Trên thực tế, không một phát bắn nào của Đại lộ Tự do thực sự đã từng được sử dụng trong loạt phim. Toronto được chọn là trung tâm sản xuất của bộ truyện vì chi phí sản xuất thấp hơn và thành lập ngành công nghiệp truyền hình và phim ảnh trưởng thành. Và, như đã xảy ra, ngôi làng đồng tính của Toronto có vẻ ngoài mà các nhà sản xuất cần để mang đến tầm nhìn về Đại lộ Tự do.
Woody's, thanh trung tâm trong tưởng tượng Pittsburgh này, là tên của một quán bar đồng tính hàng đầu ở Toronto, có bề ngoài thực sự được bắn chỉ với sự ngụy trang nhỏ. (Trong tập 4, trong đó một vài nhân vật du hành tới Toronto, Woody thực sự được mệnh danh là "Moosie".) Babylon cũng là tên của một quán bar đồng tính thực sự ở Toronto, được mở trong thời gian diễn ra chương trình nhưng sau đó đã đóng cửa, mặc dù cơ sở thực sự là một cuộc trò chuyện martini bar; những cảnh câu lạc bộ khiêu vũ trong loạt phim thực sự được quay tại một hộp đêm khác ở Toronto, Fly.

## Phát hành quốc tế và trực tuyến
- Hoa Kỳ
  - Từ ngày 1 tháng 2 năm 2014 đến ngày 1 tháng 2 năm 2019, toàn bộ loạt phim đã có sẵn để phát trực tuyến qua Netflix.[25][26]
- Canada
  - Ở Canada, bộ phim được phát sóng lần đầu tiên trên Showcase, và vẫn phát sóng trong các lần chạy lại trên OutTV.
- Châu Âu:
  - Ở Na Uy, mùa đầu tiên bắt đầu vào ngày 31 tháng 3 năm 2006, trên kênh Canal Digital CANAL+.[27]
  - Tại Vương quốc Anh, mùa 1 được BBC phát trên kênh kỹ thuật số Lựa chọn của BBC vào năm 2002. Phần 3 và 4 được phát bởi kênh kỹ thuật số của Kênh 4 E4 trong một vị trí sau nửa đêm không được trích dẫn (Kênh 4 là đài truyền hình của loạt phim Anh). Mặc dù BBC vẫn giữ bản quyền cho mùa 2, nhưng nó chưa bao giờ được phát sóng kể từ khi BBC Choice được đổi thương hiệu BBC Three và tiền gửi của nó đã được thay đổi. Tất cả năm phần đã được phát hành trên DVD ở Anh; mùa 1 và 2 lần đầu tiên được phát hành độc quyền thông qua HMV, nhưng hiện tại cũng có sẵn như là một phần của bộ đóng hộp và tách biệt với Amazon.[28]
  - Ở Romania chương trình bắt đầu phát sóng vào cuối năm 2008 trên một mạng có chủ đề đồng tính, Purple TV.[29]
  - Ở Ba Lan chương trình bắt đầu phát sóng vào ngày 1 tháng 3 năm 2010, trên kênh nFilmHD at 11:00 pm.[30]
- Châu Á:
  - Ở Israel chương trình được phát sóng trên Channel 3 và yes star channel. Hiện tại chương trình chạy lại trên kênh HOT3. Do vấn đề ngôn ngữ, nó đã được đổi tên "הכי גאים שיש" ("Hachi Ge'im SheYesh"; Dịch nghĩa đen "Tự hào là có thể").[31]